# Curve di Paschen
Le curve di Paschen sono delle curve che esprimono la tensione di innesco di un gas ionizzato, come funzione del prodotto pressione per lunghezza di un tubo di scarica rettilineo.
La legge che descrivono è anche chiamata legge di Paschen, così detta da Friedrich Paschen che la formulò nel 1889.  Paschen studiò la minima differenza di potenziale che causa la perdita di isolamento (detta tensione di rottura) tra due elettrodi piani in  un gas, in funzione della loro distanza e della pressione.  La tensione per cui si ha arco elettrico tra gli elettrodi ha un minimo in funzione della pressione. Anche al variare della distanza tra gli elettrodi si ha che la funzione ha un minimo.
Dal punto di vista pratico, per ottenere in laboratorio una scarica in corrente continua è necessario sapere, per una data lunghezza del tubo d e per un dato valore della pressione p, e per un dato tipo di gas, quale sia la tensione che bisogna applicare per ottenere l'innesco: questo è un problema comune, dalla xerografia, all'uso degli archi elettrici per le saldature, fino all'innesco nei ben più complicati esperimenti di fusione nucleare che utilizzano plasmi.
Dalla teoria della scarica di Townsend si ottiene che la tensione di innesco soddisfa la relazione:
{\displaystyle V_{b}={\frac {Bpd}{\log {Apd}-\log \left[\log \left(1+1/\gamma \right)\right]}}\,}
dove A e B sono due coefficienti che esprimono la variazione del primo coefficiente di Townsend in funzione del campo elettrico presente al catodo e della distanza d dal catodo; γ è il secondo coefficiente di Townsend. Dato che i valori di A, B e γ sono fissati e dipendono solo dal tipo di gas (mentre γ dipende molto debolmente dal materiale degli elettrodi), la tensione di innesco descrive delle curve tipiche, note appunto come curve di Paschen.

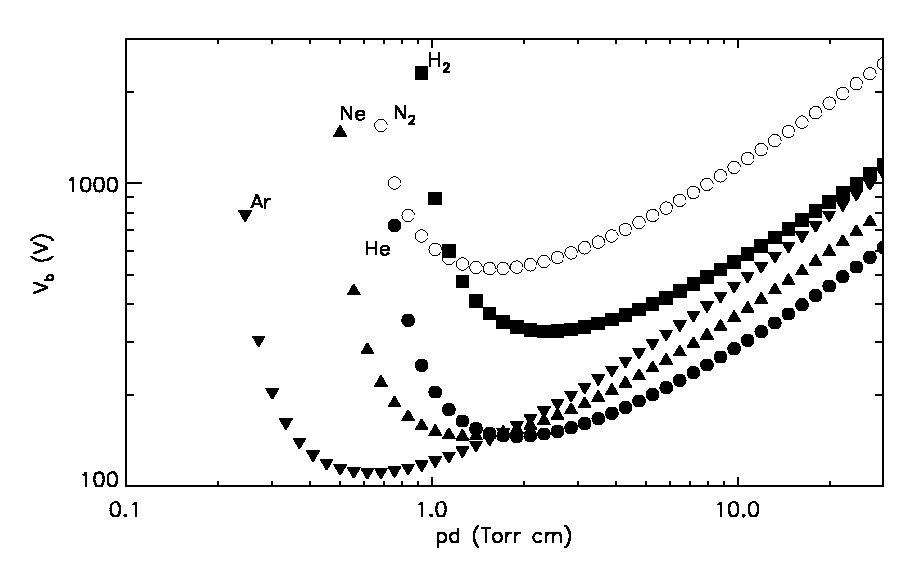
Curve di Paschen per Elio, Neon, Argon, Idrogeno e Azoto. Le curve sono state ottenute usando l'espressione analitica per la tensione di innesco, e i dati tabulati di A, B e γ, secondo coefficiente di Townsend.

Le curve qui a fianco sono ottenute analiticamente con la relazione sopra vista per la tensione di innesco, e i dati tabulati di A, B. I valori di γ sono stati ottenuti dalla letteratura disponibile. Un sommario dei valori è fornito qui di seguito:
| Gas      | A (m−1 Pa−1) | B (V m−1 Pa−1) | γ (adim.) |
| -------- | ------------ | -------------- | --------- |
| Elio     | 2.1          | 58             | 0.16      |
| Neon     | 3.3          | 83.3           | 0.14      |
| Argon    | 8.63         | 132.0          | 0.07      |
| Idrogeno | 3.6          | 102            | 0.015     |
| Azoto    | 8.85         | 243.8          | 0.00093   |

La tipica forma delle curve mostra un valore minimo, Vb,min e (pd)min, mentre la tensione tende ad aumentare per pressioni alte o basse. 
Il valore di Vb,min e (pd)min si ottiene facilmente prendendo la derivata della formula per {\displaystyle V_{b}} e ponendo la derivata uguale a zero. Con la definizione {\displaystyle C=\log[\log(1+1/\gamma )]} si ottiene subito:
{\displaystyle (pd)_{min}={\frac {1}{A}}\,e^{1+C}\ }
{\displaystyle V_{b\,min}=B(pd)_{min}\ }
da cui si ricava che il potenziale di rottura è di 327 V per elettrodi posti a 7,5 μm a pressione atmosferica 101 kPa in aria. La composizione del gas determina sia il valore della minima tensione che  la distanza a cui avviene l'arco. Per l'Argon il potenziale di rottura è di 137 V ma a distanza tra gli elettrodi di 12 μm. Mentre per il diossido di zolfo il minimo potenziale di rottura è 437 V, con una distanza tra gli elettrodi di 2,7 μm.
Per una tipica scarica in argon, con un tubo rettilineo di 2 m, pressione 6,67 Pa (cioè pd pari a 13,3 Pa/m) si ottiene che la tensione da applicare per ionizzare il gas e produrre una scarica a bagliore è di 460 V circa.
Per una lunghezza unitaria del tubo di scarica, e per una data pressione, le curve descrivono il valore del campo elettrico di rottura: per esempio, per l'azoto si ottiene che per 101 kPa, il campo elettrico di innesco è di 3,4 MV/m, circa il valore noto della rigidità dielettrica dell'aria.
La forma delle curve di Paschen indica anche che, a distanze fra gli elettrodi molto piccole, la tensione tende ad aumentare più che linearmente, e quindi l'intensità del campo elettrico necessario per provocare un arco aumenta al diminuire della distanza. Per esempio, per l'aria in condizioni standard, mentre a 7,5 μm
serve un campo di 43 MV/m con una distanza di 1 m basta un campo di 3,4 MV/m (il valore standard della rigidità dielettrica dell'aria riportato sopra). L'equazione di Paschen
perde di validità a distanze tra gli elettrodi inferiori a 12 µm  (essa infatti prevederebbe una tensione infinita per 2.7 µm di distanza tra gli elettrodi).
Si noti infine che la tensione di innesco dei gas nobili sia minore di quella dei gas biatomici, come idrogeno e azoto: questo nonostante il potenziale di prima ionizzazione dei gas nobili sia maggiore dell'idrogeno e dell'azoto. Per la ionizzazione conta infatti anche l'energia necessaria per spezzare le molecole biatomiche in atomi singoli.